# Steel Wheels
Steel Wheels – album grupy The Rolling Stones. Ostatni album z udziałem Billa Wymana.

## Lista utworów
1. "Sad Sad Sad" – 3:35
2. "Mixed Emotions" – 4:39
3. "Terrifying" – 4:53
4. "Hold On to Your Hat" – 3:32
5. "Hearts for Sale" – 4:40
6. "Blinded by Love" – 4:37
7. "Rock and a Hard Place" – 5:25
8. "Can't Be Seen" – 4:10
9. "Almost Hear You Sigh" (Mick Jagger/Keith Richards/Steve Jordan) – 4:37
10. "Continental Drift" – 5:14
11. "Break the Spell" – 3:07
12. "Slipping Away" – 4:30

## Twórcy
- Mick Jagger – śpiew, śpiew towarzyszący, elektryczna gitara, akustyczna gitara, harmonijka
- Keith Richards – elektryczna gitara, śpiew towarzyszący, akustyczna gitara, śpiew, klasyczna gitara
- Charlie Watts – perkusja
- Ron Wood – eletryczna gitara, gitara basowa, śpiew towarzyszący, akustyczna gitara, gitara dobro
- Bill Wyman – gitara basowa
- Phil Beer – mandolina, fiddle (skrzypki)
- Matt Clifford – keyboard, pianino, eletryczna pianino, fisharmonia
- Sarah Dash – śpiew towarzyszący
- Lisa Fischer – śpiew towarzyszący
- Bernard Fowler – śpiew towarzyszący
- Luis Jardim – perkusja
- Chuck Leavell – organy, pianino, keyboard
- Roddy Lorimer – trąbka
- Sonia Morgan – śpiew towarzyszący
- Tessa Niles – śpiew towarzyszący

## Listy przebojów
Album
| Rok       | Lista                               | Pozycja |
| --------- | ----------------------------------- | ------- |
| 1989 1990 | UK Top 75 Albums UK Top 75 Albums   | 2 20    |
| 1989 1990 | The Billboard 200 The Billboard 200 | 3 10    |

Single
| Rok  | Single                  | Lista                  | Pozycja |
| ---- | ----------------------- | ---------------------- | ------- |
| 1989 | "Mixed Emotions"        | The Billboard Hot 100  | 5       |
| 1989 | "Mixed Emotions"        | Mainstream Rock Tracks | 1       |
| 1989 | "Mixed Emotions"        | Modern Rock Tracks     | 22      |
| 1989 | "Mixed Emotions"        | UK Top 100 Singles     | 36      |
| 1989 | "Sad Sad Sad"           | Mainstream Rock Tracks | 14      |
| 1989 | "Terrifying"            | Mainstream Rock Tracks | 8       |
| 1989 | "Rock And A Hard Place" | Mainstream Rock Tracks | 1       |
| 1989 | "Rock And A Hard Place" | The Billboard Hot 100  | 23      |
| 1989 | "Rock And A Hard Place" | UK Top 100 Singles     | 63      |
| 1990 | "Almost Hear You Sigh"  | Mainstream Rock Tracks | 1       |
| 1990 | "Almost Hear You Sigh"  | The Billboard Hot 100  | 50      |
| 1990 | "Almost Hear You Sigh"  | UK Top 100 Singles     | 31      |
| 1990 | "Terrifying"            | UK Top 100 Singles     | 82      |